# Callopistria leucotoma
Callopistria leucotoma là một loài bướm đêm trong họ Noctuidae.